# VOX TV
VOX TV je lokalna televizija s koncesijom na području grada Zadra. Službeno je započela emitovanje 12. maja 2007, javljanjem uživo sa zadarskog Narodnog trga. Televizija se emituje u digitalnim regijama D6 (54. kanal) i D7 (31. kanal). Smeštena je u industrijskom delu grada, tačnije u Gaženici, na adresi Uvala Bregdetti 23. Vlasnik televizije je Reno Sinovčić, a glavna urednica Ivana Vukić.